# جاكوب غولدن
جاكوب غولدن (بالإنجليزية: Jacob Golden)‏ هو كاتب أغاني ومغني وموسيقي أمريكي، ولد في القرن العشرين في ساكرامنتو في الولايات المتحدة.

## وصلات خارجية
- جاكوب غولدن على موقع ميوزك برينز (الإنجليزية)
- جاكوب غولدن على موقع أول ميوزيك (الإنجليزية)
- جاكوب غولدن على موقع ديسكوغز (الإنجليزية)